# Романенков, Николай Титович
Николай Титович Романенков (25 апреля 1919, Духовщинский уезд, Смоленская губерния — 26 апреля 1945, Потсдам, Марка Бранденбург) — секретарь первичной комсомольской организации 1103-го стрелкового полка 328-й стрелковой дивизии, Герой Советского Союза (27 февраля 1945 года), участник Великой Отечественной войны, капитан.

## Биография
Николай Титович Романенков родился 25 апреля 1919 года в деревне Юшено Присельской волости Духовщинского уезда Смоленской губернии, ныне деревня не существует, территория входит в Мушковичское сельское поселение Ярцевского района Смоленской области
Отец, Тит Савельевич Романенков, уехал в Сибирь на заработки, а Николай, окончив школу и поработав пастухом в колхозе, в 1935 году отправился к отцу в Иркутск.
В Иркутске он окончил курсы газосварщиков. С 1935 года газосварщик и мастер сварочного отделения Иркутского авиационного завода, окончил 7 классов вечерней школы рабочей молодёжи.
В 1938 годы поступил в вечерний авиационный техникум.
15 мая 1939 призван в Рабоче-крестьянскую Красную Армию. Служил в 481-м отдельном инженерном батальоне, Владивостокский сектор береговой обороны Тихоокеанского флота, сначала рядовым. В октябре 1940 года избран ответственным секретарём бюро ВЛКСМ 481-го отдельного инженерного батальона. После окончании школы в ноябре 1942 года назначен командиром отделения 481-го отдельного инженерного батальона.
В октябре 1941 года вступил в ВКП(б).
С февраля 1943 года командир отделения 52-го учебного снайперского полка 8-й учебной бригады (Уральский военный округ)

### Участие в Великой Отечественной войне и подвиг
В апреле 1943 года направлен в Московское дважды Краснознаменное военно-политическое училище имени В.И. Ленина, которое находилось в эвакуации в городе Шадринске Курганской области. 26 января 1944 года присвоено звание лейтенант и направлен в действующую армию.
С 28 марта 1944 года сражался на 1-м Белорусском фронте. секретарь первичной комсомольской организации (комсорг) 1103-го стрелкового полка 328-й стрелковой дивизии 47-й армии. 29 июля 1944 года присвоено звание старший лейтенант, 10 января 1945 года — капитан.
Во время форсирования Вислы под Варшавой был с бойцами передового батальона полка. На голом берегу бойцам негде было укрыться, к тому же местность постоянно простреливалась, батальон нёс большие потери. Требовалось уничтожить огневые точки врага, что взял на себя капитан Николай Романенков, поведя за собой бойцов. В траншеях в рукопашной схватке бойцы уничтожили пулемётные точки и с ходу овладели селом Дзеканув. Тут начались вражеские контратаки. 12 САУ и автоматчики немцев начали давить на поредевший батальон. Первая волна была отбита, но к ним постоянно поступало подкрепление. В течение целого дня солдаты держали оборону, пока не подошло подкрепление. За 15 дней 126 солдат полка были представлены к наградам, а трое к званию Героя Советского Союза. Тов. Романенков лично взял в плен 4-х немецких солдат.
27 февраля 1945 года указом Президиума Верховного Совета СССР за героизм и мужество, проявленные в боях по форсированию Вислы, капитану Романенкову Николаю Титовичу присвоено звание Героя Советского Союза. Награду получить не успел.
25 апреля 1945 года 328-я стрелковая дивизия продолжала преследовать с боем отступающего противника и к 10:00 вышла на северный берег канала Закровер Парецер. Утром 26 апреля 1945 года противнику удалось из района станции Борним-Грубе вклиниться в боевые порядки 1103-го и 1105-го стрелковых полков на 500 метров, но успеха не имел и был отброшен на исходное положение с большими для него потерями. 1103-й стрелковый полк весь день вёл бой и с южного берега канала достиг юго-восточной окраины Грубе (нем. Grube (Potsdam)) (район города Потсдам административного округа Потсдам провинции Бранденбург Германской империи, ныне город Потсдам — административный центр  федеральной земли Бранденбург Федеративной Республики Германия), где закрепился и продолжил вести бой в полуокружении. За день полк потерял убитыми и ранеными 35 человек. В этот день капитан Николай Титович Романенков погиб на поле боя. 
Похоронен на мемориальном воинском кладбище «Цитадель» на ул. Богатерув (ул. Героев) в городе Познани, ныне административный центр Великопольского воеводства Республики Польша, сектор 2, могила 24. На памятнике неверно указано звание (полковник) и год рождения (1918 год).

## Награды
- Герой Советского Союза, 27 февраля 1945 года[2]
  - Медаль «Золотая Звезда»
  - Орден Ленина
- Орден Отечественной войны I степени, 14 мая 1945 года[3]
- Орден Красной Звезды, 7 августа 1944 года[4]

## Память
- В Иркутске именем Николая Романенкова названа улица. На авиационном заводе установлен памятник, на заводском здании — мемориальная доска.